# Helmut Nordhaus
Helmut Nordhaus (Erfurt, 10 ottobre 1922 – Erfurt, 14 ottobre 2014) è stato un calciatore tedesco orientale di ruolo centrocampista.

## Statistiche

### Cronologia presenze e reti in Nazionale
| Cronologia completa delle presenze e delle reti in nazionale ― Germania Est | Cronologia completa delle presenze e delle reti in nazionale ― Germania Est | Cronologia completa delle presenze e delle reti in nazionale ― Germania Est | Cronologia completa delle presenze e delle reti in nazionale ― Germania Est | Cronologia completa delle presenze e delle reti in nazionale ― Germania Est | Cronologia completa delle presenze e delle reti in nazionale ― Germania Est | Cronologia completa delle presenze e delle reti in nazionale ― Germania Est | Cronologia completa delle presenze e delle reti in nazionale ― Germania Est |
| Data                                                                        | Città                                                                       | In casa                                                                     | Risultato                                                                   | Ospiti                                                                      | Competizione                                                                | Reti                                                                        | Note                                                                        |
| --------------------------------------------------------------------------- | --------------------------------------------------------------------------- | --------------------------------------------------------------------------- | --------------------------------------------------------------------------- | --------------------------------------------------------------------------- | --------------------------------------------------------------------------- | --------------------------------------------------------------------------- | --------------------------------------------------------------------------- |
| 14/06/1953                                                                  | Dresda                                                                      | Germania Est                                                                | 0 – 0                                                                       | Bulgaria                                                                    | Amichevole                                                                  | -                                                                           |                                                                             |
| 26/09/1954                                                                  | Rostock                                                                     | Germania Est                                                                | 0 – 1                                                                       | Polonia                                                                     | Amichevole                                                                  | -                                                                           |                                                                             |
| 24/10/1954                                                                  | Sofia                                                                       | Bulgaria                                                                    | 3 – 1                                                                       | Germania Est                                                                | Amichevole                                                                  | -                                                                           | 63’                                                                         |
| Totale                                                                      |                                                                             | Presenze                                                                    | 3                                                                           |                                                                             | Reti                                                                        | 0                                                                           |                                                                             |